# Volodymyr Ivasjuk
Volodymyr Mychajlovyč Ivasjuk (4. března 1949, Kicmaň, Černovická oblast, Ukrajina — 24. nebo 27. dubna 1979, Brjuchovycký les u Lvova) byl ukrajinský hudební skladatel, básník a šlágrový pěvec. Jeden ze zakladatelů ukrajinské populární hudby. Hrdina Ukrajiny (2009).

## Život

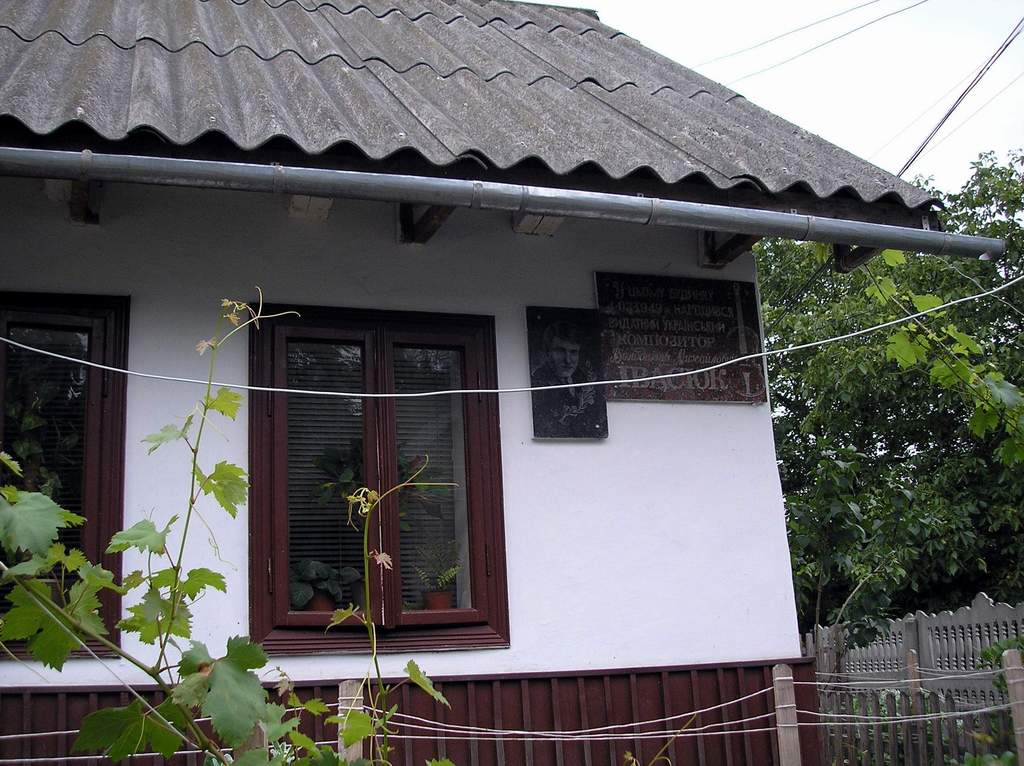
Dům Volodymyra Ivasjuka

Volodymyr Ivasjuk se narodil 4. března 1949 ve městě Kicmaň (Černovická oblast, Ukrajina, tehdy ovšem součást Sovětského svazu) do rodiny Mychajla Ivasjuka (25. listopad 1917 Kicmaň – 5. únor 1995) a Sofie, rozené Karjakina.
V roce 1974 nastoupil na Lvovskou konzervatoř, kde byl jeho profesorem Anatolij Kos-Anatolskyj.

### Smrt
Podle později zveřejněného článku šlo o vraždu, jejíž provedení ukazovalo na KGB. Mělo k ní dojít 24. nebo 27. dubna 1979 v Brjuchovyckém lese u Lvova. Ivasjuk měl vypíchnuté oči, zlámané prsty a hluboké rány v hrudi, do kterých byly zastrčeny větvičky kaliny.
Dne 22. května 1979 byl pohřben na lvovském Lyčakivském hřbitově.
V červnu 2019 bylo provedeno nové forenzní šetření, které dospělo k závěru, že Ivasjuk se nemohl bez pomoci někoho jiného sám oběsit.

## Dílo
- Červona ruta
- Vodohraj